# Dioscorea orthogoneura
Dioscorea orthogoneura là một loài thực vật có hoa trong họ Dioscoreaceae. Loài này được Uline ex Hochr. mô tả khoa học đầu tiên năm 1910.